# Kouzelná formule
Kouzelná formule je poměr 2:2:2:1 definující rozdělení sedmi ministerských křesel mezi čtyři největší strany ve Spolkové radě ve Švýcarsku. Poprvé byla použita roku 1959, kdy dala Svobodné demokratické straně, Sociálnědemokratické straně, Křesťansko-demokratické straně po dvou křeslech a Švýcarská lidová strana získala jedno křeslo. Kouzelná formule není stanovena zákonem, ale jedná se o dohodu, dodržovanou všemi čtyřmi stranami od roku 1959. Respektuje též jazykovou vyváženost, protože přiděluje čtyři křesla německy mluvícím a tři francouzsky či italsky mluvícím ministrům.

## Vývoj
Roku 2003, kdy ve volbách Švýcarská lidová strana získala 29 % a stala se nejsilnější stranou v zemi, získala jedno křeslo na úkor Křesťansko-demokratické strany. Roku 2007 byla do Federální rady zvolena za Švýcarskou lidovou stranu Eveline Widmer-Schlumpfová, čímž však vzala místo Christophu Blocherovi, neoficiálnímu předsedovi strany, a byla za to vyloučena. Její spolustraník, Samuel Schmid, ji následoval. Oba přešli ke Občanské demokratické straně, která tak získala dvě křesla. V roce 2008 Schmid rezignoval a byl nahrazen Uelim Maurerem ze své bývalé strany. Druhé křeslo si však Občanská demokratická strana udržela až do voleb roku 2015, kdy získala Švýcarská lidová strana opět dvě křesla.